# Mikołaj Sikatka

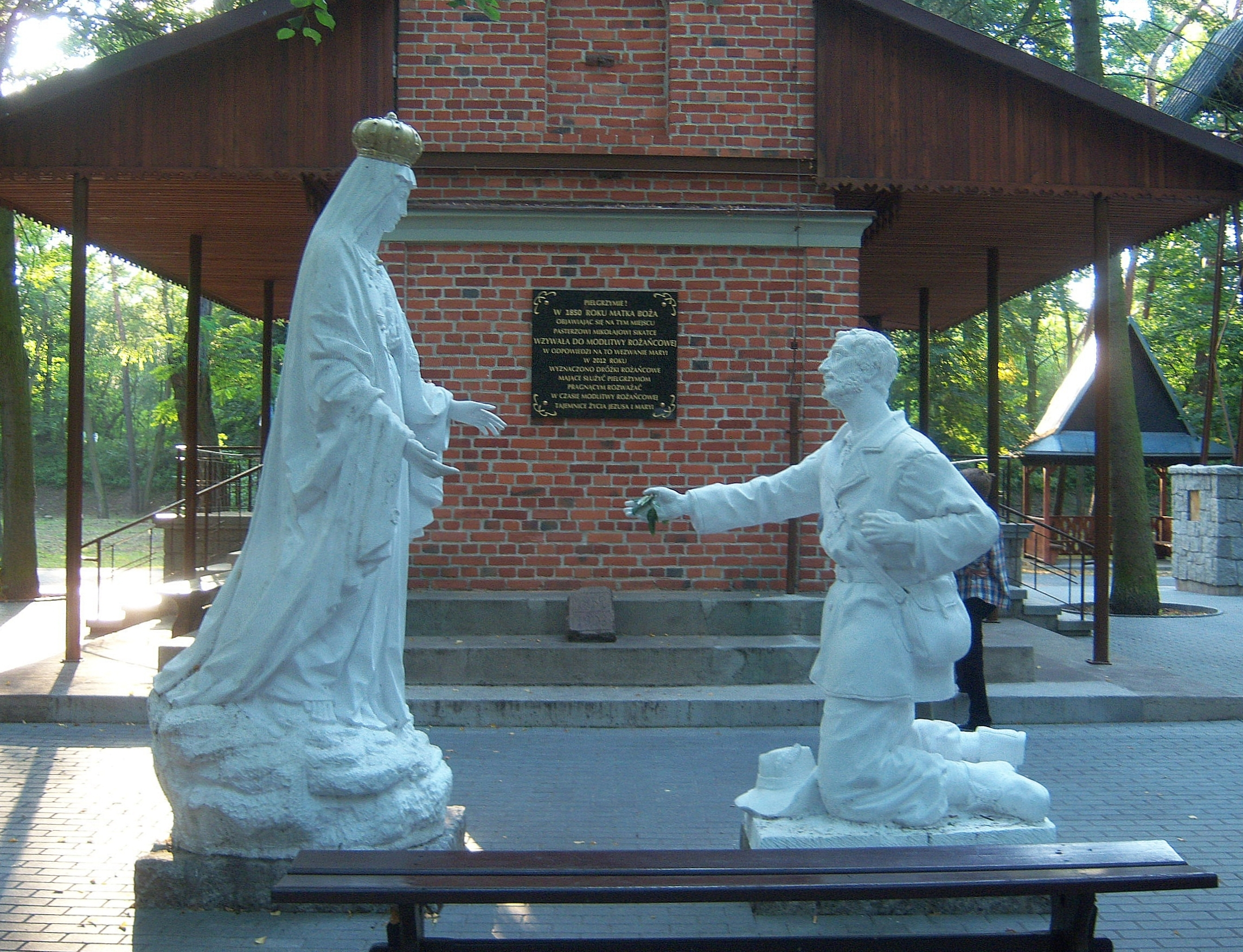
Objawienie się Maryi Mikołajowi Sikatce

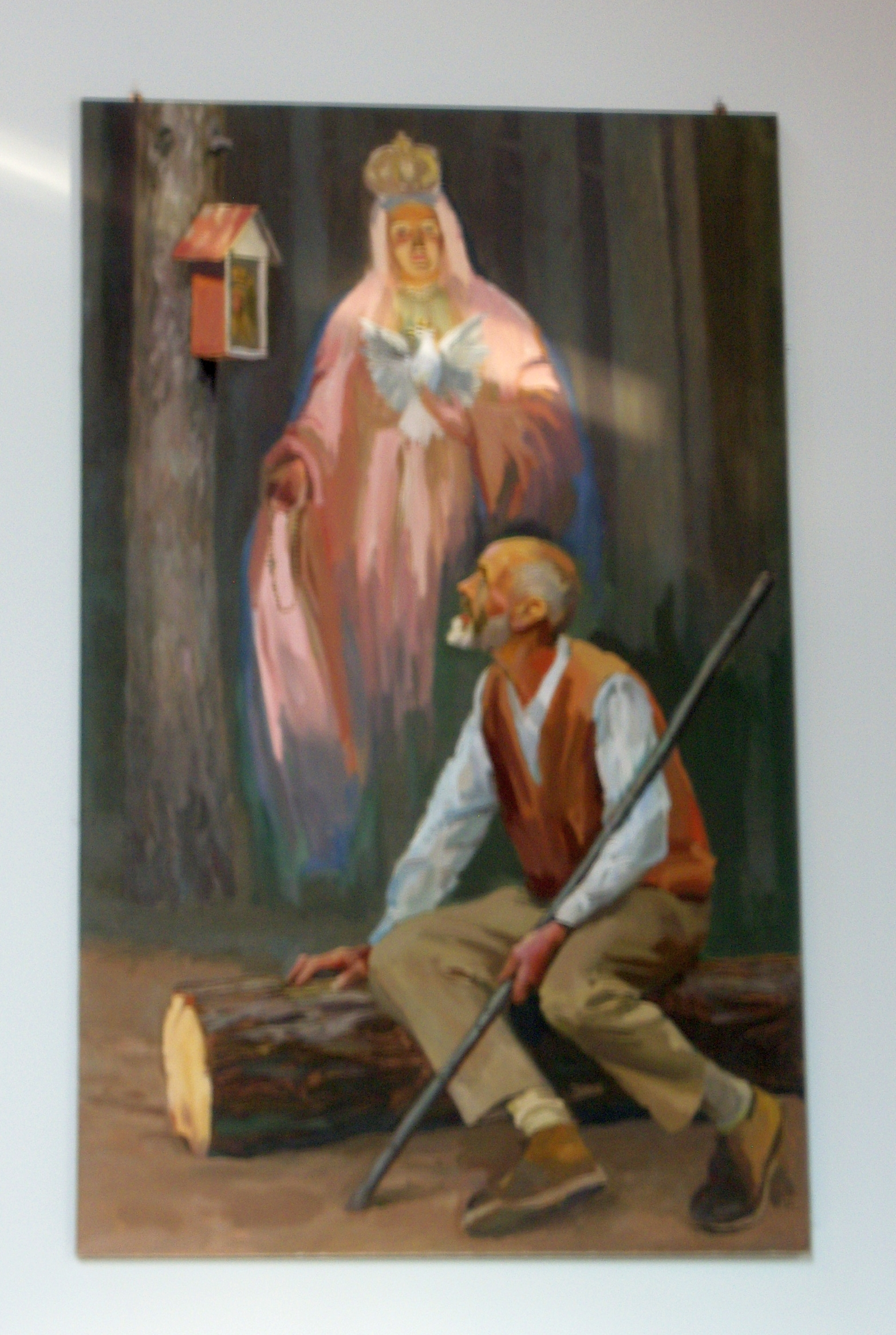
Obraz z kościoła sióstr anuncjatek w Grąblinie

Mikołaj Sikatka (ur. 10 grudnia 1787, zm. 23 kwietnia 1857) – polski pasterz i wizjoner z Grąblina, związany z sanktuarium maryjnym w Licheniu Starym. 
Mikołaj był synem Wojciecha i Magdaleny Sikaczów z Grąblina, najmłodszym z trójki rodzeństwa. Żonaty był z Teklą Mielcarzówną z Wielgopola, z którą miał syna Kazimierza, ochrzczonego, jak podają księgi parafialne, 4 marca 1811. Mikołaj Sikatka pracował wtedy w gospodarstwie Jana Pachlika w Grąblinie. Drugą żoną Sikatki była Kunegunda z Jóźwiaków. Zachowane w księgach formy nazwiska pasterza – Sikatka, Sikacz, Sikaczyk – wynikają prawdopodobnie z tego, że ówcześni mieszkańcy Grąblina i okolic stosowali je w celu odróżnienia danego człowieka od np. jego ojca i braci.

## Objawienia
W latach 1850–1852 Mikołaj Sikatka miał być świadkiem (niepotwierdzonych przez Kościół katolicki) objawień maryjnych na terenie Lasu Grąblińskiego, gdzie często modlił się przed zawieszoną na sośnie kapliczką z niewielkim obrazkiem. Maryja miała mu przepowiedzieć odrodzenie Polski, epidemię cholery i inne wydarzenia. W objawieniach wzywała też do wzniesienia kościoła ku jej czci – obecnej bazyliki. Niepokój władz carskich wzbudziło objawienie, w którym Maryja trzymała na piersiach białego orła (wyglądała zresztą tak samo jak w relacji Tomasza Kłossowskiego, który to w roku 1844 umieścił w Grąblinie odnaleziony wcześniej mały obrazek), toteż pasterz, po przesłuchaniu u wójta Gosławic, został przekazany władzom powiatowym w Koninie, a następnie aresztowany i poddany torturom, nie wpłynęło to jednak na jego postawę i nie doprowadziło do zmiany zeznań. Wyszedł z więzienia dzięki fałszywemu zaświadczeniu lekarskiemu, stwierdzającemu chorobę psychiczną Sikatki. W roku 1852 w Europie wybuchła epidemia cholery, która dotknęła również Wielkopolskę. Przypomniano sobie wtedy o objawieniach, wzmógł się kult otaczający licheński obraz, co wzbudziło zainteresowanie tym razem władz kościelnych. Biskup kujawsko-kaliski – Walenty Maciej Tomaszewski postanowił przesłuchać zarówno Mikołaja Sikatkę, jak i osoby utrzymujące, że zostały uzdrowione. Obraz  został uznany za charyzmatyczny i cudowny, postanowiono go zatem przenieść do kościoła Matki Bożej Częstochowskiej w Licheniu Starym.
Mikołaj Sikatka zmarł 23 kwietnia 1857 roku 40 lat później zbudowano pomnik ku jego czci, który został zburzony w czasie II wojny światowej. W roku 1975 w 125 rocznicę objawień wystawiono Mikołajowi Sikatce pomnik mauzoleum w formie sarkofagu, który odsłonięto 4 maja 1975, w 125. rocznicę objawień. Rzeźby ukazujące scenę objawienia (sosna z kapliczką, Matka Boża Licheńska i klęczący Sikatka) wyrzeźbiła Rosita Bartoszewska. Scena przedstawia moment głoszenia orędzia przez Matkę Bożą.